# إدغار كايس
إدجار كايس (بالإنجليزية: Edgar Cayce) (18 مارس 1877 - 3 يناير 1945)،هو عراف أمريكي يدعي امتلاك موهبة الإجابة عن الشفاء أو أحداث الحروب قبل وقوعها أو حتى نهاية العالم، كما أنه تنبئ بالقارة الضائعة اطلانطس خلال فقدانه للوعي (كان ادجار يعطي اجاباته وتنبؤاته خلال مروره بما يشبه الغيبوبة), أسس كايس مؤسسة غير ربحية تسمى جمعية البحث والتنوير Association for Research and Enlightenment كما أن شهرته كانت في الفترة الأخيرة من حياته.

## نشأته وحياته
كان إدجار أحد ستة أطفال لأبوين مزارعين ليزلي وكاري، تزوج من جيرترود ايفانز في 13 مارس 1897 و أنجبا ثلاثة أبناء.

## بداية شهرته
مع بدايه العقد الثاني من القرن العشرين تضاعف اهتمام الأمريكيين فجأه بالتنبؤات والمتنبئين وعادوا ينبشون المكتبات وكتب التاريخ بحثا عن مشاهير المتنبئين القدامى وانتشرت ظاهرة عجيبه لإثبات صحه التنبؤات القديمة وتأكيد حتميه التنبؤات القادمة أو المستقبلية، وفي مناخ كهذا من الطبيعى أن ينتشر الدجل والخداع وأن يظهر العشرات من الذين يدعون قدرتهم على كشف الغيب والتنبؤ بالأحداث المستقبلية خاصة وأن أحدا لا يمكنه معرفه ماسيحدث في المستقبل مما يجعل الإعتراض على مايقوله أياً منهم أمراً عسيراً للغاية يه وفي وسط هذا كله ظهر إدجار كايس
كان شابا هادئاً على عكس الآخرين لا يميل إلى الاستعراض والتباهي ويحمر وجهه خجلاً إذا ماوجه إليه أحدهم عباره استحسان أو كلمات إعجاب وتقدير أو حتى جمله شكر أنيقه وعلى عكس الآخرين أيضا لم يكن كايس من ذلك النوع الذي يمكن أن تلقى عليه سؤالا عن أحداث مستقبلية فيخرج الجواب بأسلوب مسرحى مثير بل كان يؤكد دوما أن التنبؤات أو الرؤى كما كان يحلو له تسميتها تأتيه وقتما تشاء وليس عندما يشاء هو، ففى لحظات عاديه كان كايس يصاب بالشرود المباغت وتنقلب عيناه داخل محجريهما على نحو عجيب ويدخل فيما يشبه الغيبوبة وخلالها يلقى نبؤته ثم لايذكر الكثير عنها عندما يستعيد وعيه بعد قليل ولأن ذلك الزمن كان يميل إلى المسرحية والإستعراض تأخر كايس عن أقرانه ولم يحظ بشهرتهم أو تلقى عليه الأموال الوفيره مثلهم ثم إنه أيضا لم يسمح لهذا أبدا حتى كانت فترة الثلاثينات وماصحبها من اختناق إقتصادى رهيب في الولايات المتحدة الأمريكية أيامها وبينما راح البعض ينبش في تنبؤات نوستراداموس العراف الفرنسى الأشهر بحثا عن أيه نبؤه تتحدث عن انفراج الأزمة كشف أحدهم فجأه أن كل تنبؤات إدجار كايس خلال السنوات العشر الأخيرة قد تحققت على نحو مدهش وفي نفس التوقيتات التي حددها في نبؤاته وهنا تفجرت الشهرة فجأه ومن كل صوب واستيقظ كايس ذات صباح ليجد الصحفيين يحيطون بمنزله ومصابيح تصويرهم تستطع في وجهه وعشرات الأسئلة تنهال على أذنيه وفي اليوم التالي كان كايس يقابل على خمس شبكات أذاعية وصوره تملأ الصفحات الأولى في خمسة وسبعين صحيفة محلية وعامة وخلال أسبوع واحد أصبح ادجار كايس أشهر عراف ليس في أمريكا ولكن في العالم أجمع.

## قصة أطلانطس
يونيو عام 1940م وفي أثناء واحده من نوبات غيابه عن الوعي الذي جعلته يوصف بأنه وسيط روحاني قوي أعلن كايس أن أطلانطس حقيقة وأن أجزاء منها سوف تبرز من قلب المحيط الأطلسي في عام 1968م أو عام 1969م وحدد تلك ألأجزاء بأنها من الطرف الغربي للقاره الأسطوريه والمسماة بوسيديا وأنها ستظهر بالقرب من جزر البهاماس وأدهشت النبؤه العديدين حتى أولئك الذين يؤمنون تماما بموهبة كايس إذ لم تكن الظروف تحتمل الحديث عن أمر كهذا والكل كان يتوقع منه نبؤة حول نهاية الحرب العالمية الثانية التي بلغت أوجها حينذاك والتي كادت تلتهم العالم كله الكل كان ينتظر حديثا عن ألمانيا أو هتلر أو حتى عن سقوط إنجلترا فإذا به يتحدث عن أطلانطس وظهورها المنتظر بعدما يزيد عن ربع قرن قادم من الزمان وتجاهل معظم الناس نبؤة كايس حول أطلانطس وألقوها خلف ظهورهم وخصوصا مع تنبؤاته التالية التي أشارت إلى أن أمريكا سترغم على دخول الحرب وأن روسيا ستسقط جزئيا في قبضه النازيين قبل أن تنهض لتهزمهم شر هزيمة فيما بعد حتى المهتمين باطلانطس لم يتوقفوا كثيرا أمام نبؤة كايس باعتبارها عن مستقبليات لاسبيل إلى التأكد منها في زمنهم أو حتى إيجاد المنطق العلمى لحدوثها، ومرت السنوات وتحققت نبؤات كايس الخاصة بالحرب ودخلت أمريكا الحرب العالمية الثانية مرغمه بعد أن قصف اليابانيون ميناء بيرل هاربوراجتاح النازيون روسيا ثم إندحروا على أبواب موسكو واراحو يتراجعون وسط البرد والجليد ليلقوا هزيمة ساحقه فيما بعد دفعت هتلر نفسه إلى ألأنتحار ووسط هذا الخضم من الأحداث نسي الكل نبؤة كايس الخاصة بقارة أطلانطس نسوها تماما ولكن عام 1968م جاء وظهرت معه تلك البقايا التي برزت من قلب المحيط بالقرب من جزر البهاما تماما في نفس الزمان والمكان الذين حددهما كايس في نبؤته القديمة منذ مايزيد عن ربع قرن ونستطيع أن نؤكد دون ذره واحده من المبالغة أن الخبر قد حبس أنفاس جميع الأمريكين والكاميرات تنقل صورة الأبنية الحجرية والأطلال القديمة التي ظهرت بالقرب من سطح الماء عند شاطئ جزيرة بايمين إحدى جزر البهاما وتسترجع مع المشاهدين نبؤة كايس القديمة ثم تضيف إلى هذا آراء الخبراء وعلماء الأثار الذين أكدوا أن طراز تلك المباني لايشبه طراز أي أبنية لحضارة قديمة معروفة وكان هذا يعني أن هذه على الأغلب أطلال أطلانطس القديمة، ولكن من سوء الحظ أن تلك الأطلال لم تبق في موضعها طويلا إذ سرعان ماغاصت مرة أخرى في أعماق المحيط وعلى مسافات لم يكن من الممكن أن يبلغها البشر أبدا فقد بقيت الصور وتعليقات الخبراء ونبؤة كايس القديمة وخيال وعقول الملايين.....
ولأن الوقت لم يسمح للعلماء والدارسين والباحثين بالتيقن من ألأمر والحصول على أدله ماديه فقد بدءوا يختلفون حول ألأمر بعد أسبوع واحد من غوص الأطلال عائده إلى أعمق الأعماق، البعض استنكر الأمر كله ورأى أنها مجرد صدفه قد يبلغ احتمالها الواحد في كل سته ملايين ولكنه احتمال وارد وقائم وبخاصه مع غياب أي دليل مادى آخر....
أما البعض الآخر فقد اقتنع تماما بما حدث واعتبر أن هذه أقوى دليل على وجود أطلانطس القارة المفقودة.

## من أشهر مقولاته
الأحلام هي إجابات اليوم عن أسئلة الغد.

## روابط خارجية
- إدغار كايس على موقع الموسوعة البريطانية (الإنجليزية)